# Vilageriu
Vilageriu o Vilageliu és una masia de Tona (Osona) inclosa a l'Inventari del Patrimoni Arquitectònic de Catalunya.

## Descripció
Gran casal amb teulada a quatre vessants, de planta quadrada.
Es distingeix una segona fase de construcció a la part més alta de l'edificació que feu servir la tàpia al haver ocorregut un accident.
A la façana principal hi ha un portal dovellat datat l'any 1741, també tres balcons amb pedra treballada i una eixida amb tres obertures d'arc rebaixat. A les altres façanes també hi ha grans obertures amb pedra treballada, sense conservar l'harmonia i també afegits posteriors com la galeria a la façana esquerra.
Davant la casa hi ha una era i unes quadres i al darrere una masoveria de la mateixa casa anomenada "Cal Masover".

## Història
El casal de Vilageliu fou un dels primers nuclis de població, en llatí anomenat "Villa Gerille" consta, junt amb l'església de Sant Miquel, a l'any 948. Fou una fortificació amb categoria de Domus.
Els primitius senyors de Vilageriu foren l'arxilevita Rodulf, al comprar l'alou de Volageriu al comte Ramon Borrell (992-1018).
La Domus i la seva quadra passà durant els segles XIII i XI a les famílies Oló Castell i Santa Eugènia.
L'any 1300, Guillem Castell cedí la Domus i les seves terres, en dotació, al benefici eclesiàstic de Sant Pere del Castell de Muntanyola.